# Bìm bịp hung
Bìm bịp hung (danh pháp hai phần: Centropus unirufus) là một loài chim thuộc chi Bìm bịp, thuộc họ Cuculidae.. Bìm bịp hung là loài đặc hữu của Philippines.
Môi trường sống tự nhiên của loài là rừng đất thấp ẩm cận nhiệt đới hoặc nhiệt đới. Chúng đang bị đe dọa do mất nơi sống